# جامعة بريمن

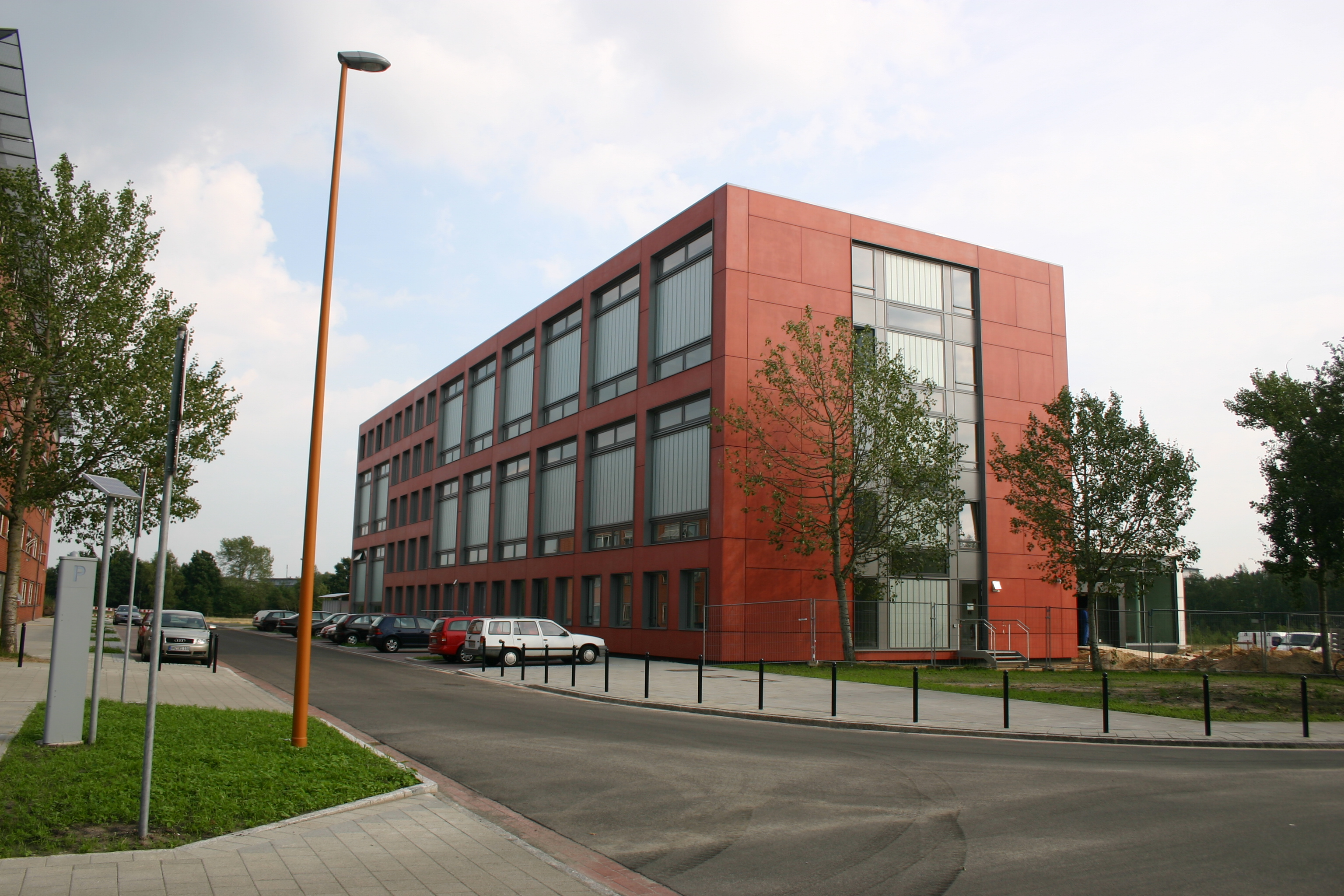
المباني الجديدة للحرم الجامعي

جامعة بريمن (بالألمانية: Universität Bremen)‏ هي جامعة ألمانية، أُسِّسَت عام 1971، يبلغ عدد طلاب الدراسات العادية بها قرابة 18,000 طالب وطالبة وأكثر من 3.500 من العلماء، وهي أكبر جامعة في بريمن البلاد. صنفتها التايمز كواحدة من أفضل 200 جامعة على مستوى العالم. بلغت ميزانية الجامعة الإدارية في عام 2007 ما يقارب الربع مليار يورو